# لانسینگرلاند
لانسینگرلاند (به لاتین: Lansingerland) یک شهرستان در کشور هلند است که در استان هلند جنوبی واقع شده‌است. لانسینگلاند −۵ متر بالاتر از سطح دریا واقع شده‌است.